# 徐中夫
徐中夫（1916年—），男，山东乳山人，中华人民共和国政治人物、外交官。

## 生平
1973年，接替林平，担任中华人民共和国驻智利大使。1977年，由胡成放接任。1978年，接替郑为之，担任中华人民共和国驻阿根廷大使。1982年，由魏宝善接任，其改任中华人民共和国驻巴西大使